# Damaris Moura
Damaris Dias Moura Kuo (Vitória da Conquista, 21 de abril de 1972) é uma advogada e política brasileira. Foi deputada estadual pelo Partido da Social Democracia Brasileira (PSDB). Nas eleições de 2018, foi eleita com 45.103 votos pelo Partido Humanista da Solidariedade (PHS). No pleito de 2022, não obteve os votos necessários para a reeleição.
Atualmente é Subprefeita de São Miguel Paulista, nomeada pelo prefeito Ricardo Nunes.